# اللغة البنجابية
اللغة البنجابية (پنجابی ਪੁੰਜਾਬੀ) هي لغة البنجابيين الذين يستوطنون منطقة البنجاب التاريخية المنقسمة داخلياً بين باكستان والهند. تعد لغة هندوأوروبية من العائلة اللغوية الهندوإيرانية الفرعية. وتعتبر من اللغات النغمية. اشتقت اللغة البنجابية من اللغة السنسكريتية الڤيدية القديمة، كما هو الحال مع معظم لغات الهند الأخرى كاللغة الهندية. يفوق عدد المتحدثين باللغة عن 100 مليون شخص حول العالم، 80 مليون منهم في باكستان، و 30 مليون في الهند. هناك طريقتان لكتابة اللغة البنجابية؛ إما كتابة كرمكهي (ਗੁਰਮੁਖੀ)، وهي نوع من أنواع الكتابة البراهمية أو كتابة شاه مكهي، وهي نوع من أنواع الكتابة العربية.
تُعتبر إحدى اللغات الإقليمية الأربع عشرة التي يعترف بها الدستور الهندي.